# Stemma dello Zambia
Lo stemma dello Zambia è il simbolo araldico ufficiale del paese, adottato il 24 ottobre 1964, alla sua indipendenza.

## Descrizione
Esso consiste in uno scudo nero con sei linee verticali ondulate bianche, che rappresentano le bianche acque delle cascate Vittoria che precipitano sulle rocce nere. A coronamento si trova un'aquila pescatrice africana appoggiata su un piccone e una zappa incrociati, simbolo dell'agricoltura e delle attività estrattive. A supporto dello scudo si trovano invece un uomo e una donna su un terreno verdeggiante su cui sono raffigurate una zebra, uno stabilimento industriale e una spiga di mais. In basso un cartiglio riporta il motto del paese: One Zambia, One Nation (in inglese Uno Zambia, Una Nazione).

## Stemmi storici

Stemma della Rhodesia Settentrionale
Stemma della Federazione della Rhodesia e del Nyasaland